# Club de Deportes Cobresal (femenino)
El Club de Deportes Cobresal femenino es la rama femenina del club de fútbol chileno del mismo nombre, proveniente de El Salvador en la Región de Atacama, aunque la rama femenina tiene por sede la comuna de Puente Alto en la Región Metropolitana de Santiago. Milita actualmente en la Primera B de fútbol femenino de Chile, tras descender en la temporada 2024.
La rama femenina del club no tuvo un buen primer campeonato en 2009, salió último con 0 puntos, lo que le hizo renunciar al siguiente campeonato del 2010. Pero para el año 2011, el club femenino Las Panteritas de Malloa que, por cuestiones de auspicio y de representación a nivel nacional, solicitó al club nortino utilizar el nombre de Cobresal para el campeonato de Apertura 2011, cosa que el club accedió y los hizo volver a la competencia aquel año, aunque el financiamiento y esfuerzo siguió siendo parte de la gente de la Región de O'Higgins. Jugó en distintos recintos de la zona, como en Las Cabras, Malloa, Rengo, Pelequén y Pichidegua.
En 2019 el club se trasladó hacia la comuna de Puente Alto, en la zona sur de Santiago, ya que decidieron ceder el nombre del club a la selección de esa comuna, y dejar la rama a cargo de la Corporación Municipal de Deportes.